# برونو فرناندس
برونو فرناندس هو لاعب كرة قدم برتغالي وغيني بيساوي في مركز الدفاع، ولد في 6 نوفمبر 1978 في São Sebastião da Pedreira ‏ في البرتغال. شارك مع منتخب غينيا بيساو لكرة القدم. أما مع النوادي، فقد لعب مع أونيريا أورزيتشيني وديبورتيفو داس أيفيس ونادي بياترا نيامتس ونادي بيروي ستارا زاغورا ونادي بيلينينسش ونادي تارغو موريش ونادي ووركينغتون.

## وصلات خارجية
- برونو فرناندس على موقع الاتحاد الدولي (مؤرشف)  (الإنجليزية)
- برونو فرناندس على موقع الاتحاد الأوربي (الإنجليزية)
- برونو فرناندس على موقع قاعدة بيانات كرة القدم.إي يو (الإنجليزية)
- برونو فرناندس على موقع ناشيونال فوتبول تيمز (الإنجليزية)
- برونو فرناندس على موقع Soccerway.com (الإنجليزية)